# Goodreads
Goodreads je spletna stran, ki omogoča uporabnikom iskanje knjig za branje in izdelavo lastnih seznamov, baz, kritik ter citatov. Prijavljenim uporabnikom je omogočeno ustvarjanje interesnih skupin, blogov, anket, diskusijskih baz in podobno, v bazo pa lahko vpisujejo tudi nove knjige. Sedež podjetja je v San Franciscu, njegov trenutni lastnik pa je Amazon.
Goodreads je bil ustanovljen decembra 2006, spletna stran pa je začela obratovati januarja 2007. Stran sta skupaj razvila programer in podjetnik Otis Chandler ter Elizabeth Khuri. Priljubljenost spletne strani je hitro rasla. Do konca decembra 2007 je bilo registriranih že več kot 650.000 članov, v bazo pa je bilo dodanih že 10.000.000 knjig. Do julija 2012 se je na strani registriralo že 10 milijonov uporabnikov, obisk pa je dosegel številko 20 milijonov mesečno. Takrat je podjetje zaposlovalo že 30 ljudi. 23. julija 2013 je podjetje objavilo podatek, da je število uporabnikov Goodreadsa doseglo 55 milijonov in se je v enajstih mesecij podvojilo. 28. marca 2013 je bil portal Goodreads prodan Amazonu.